# Une saison en enfer (film)
Pour plus de détails, voir Fiche technique et Distribution.
Une saison en enfer (titre original : Una stagione all'inferno) est un film franco-italien réalisé par Nelo Risi et sorti en 1971.

## Synopsis
Arthur Rimbaud, gravement malade et aux derniers jours de sa vie, revoit les faits marquants de son existence. Son enfance dans les Ardennes, puis Paris où il devient la tête de proue des poètes symbolistes, sa rencontre avec Paul Verlaine avec lequel il entretient une relation amoureuse. Après avoir vagabondé ensemble, entre France, Angleterre et Belgique, la blessure infligée à Arthur par le coup de revolver de Verlaine met fin à leur relation et amène Arthur à renoncer à la poésie, doutant qu'elle puisse avoir un effet sur le monde comme il l'avait espéré. Ayant traîné ses semelles aux quatre vents durant une demi-décennie, il va ensuite arpenter pendant dix ans les déserts africains entre Arabie et Abyssinie, devenant agent commercial d'une importante compagnie française. Il se livre notamment au trafic d'armes avec le ras Ménélik et entretient une liaison amoureuse avec Gennet, une Éthiopienne qui restera à ses côtés jusqu'à ce que, atteint d'une tumeur maligne au genou droit, il doive quitter l'Afrique pour aller se faire soigner en France. C'est durant ses derniers mois qu'Arthur exprimera des sentiments insoupçonnés : son amour pour la vie et ses inclinaisons pour le surnaturel.

## Fiche technique
- Titre original : Una stagione all'inferno
- Titre français : Une saison en enfer
- Réalisation : Nelo Risi, assisté de Marco Risi
- Scénario : Raffaele La Capria et Nelo Risi d'après un sujet de Giovanna Gagliardo
- Photographie : Aldo Scavarda
- Montage : Roberto Perpignani
- Musique : Maurice Jarre
- Pays de production :  France,  Italie
- Langue originale : italien
- Production : Vittorio Barattolo, Aldo Scavarda
- Sociétés de production : Aucinex (France), Difnei Cinematografica (Italie)
- Sociétés de distribution : Mondadori Video (Italie), Gaumont (France), Télédis (France), United Artists (États-Unis)
- Format : couleur (Eastmancolor) — 35 mm — 1,66:1 — monophonique
- Genre : biographique, drame
- Durée : 97[1]↔111 minutes
- Dates de sortie : 
  - Italie : 1971
  - France : 28 mars 1972
- (fr) Classification et visa CNC : mention « tous publics », visa d'exploitation no 37909 délivré le 21 mars 1972
- Affiche : René Ferracci (France)

## Distribution
- Terence Stamp : Arthur Rimbaud
- Jean-Claude Brialy : Paul Verlaine
- Florinda Bolkan : Gennet
- Niké Arrighi : Mathilde Verlaine
- Pier Paolo Capponi
- Jean Leuvrais
- Pascal Mazzotti
- William Sabatier
- Gilles Segal

## Genèse
Nelo Risi : « L'idée du film m'a été proposée par Giovanna Gagliardo. Puis j'ai contacté Raffaele La Capria avec lequel j'ai écrit le scénario et j'ai trouvé un producteur qui, pour la première fois, m'a donné les moyens que j'attendais, il est vrai qu'après il m'a reproché le coût élevé du budget. […] Rimbaud était un sujet j'avais à cœur. Le pari presque impossible de relater la vie d'un homme qui était devenu à 18 ans un génie de la poésie pour ensuite la rejeter et se faire trafiquant d'armes. »,.

## Accueil
- Giovanni Grazzini[Note 2] : « De cet orage romantique qui aurait pu inspirer un film bondé de clichés sur les poètes maudits, Nelo Risi nous donne une version précise où, contant parallèlement les jeunes années de Rimbaud, son adolescence rétive, ses disputes avec Verlaine, sa vie en Afrique aux prises avec ras et spéculateurs, il décrit sèchement les contradictions et les mystères du poète aventurier partagé entre révoltes permanentes et rêve de vie de famille sur toile de fond d'une époque inquiète, annonciatrice de l'effondrement des valeurs bourgeoises et de l'avènement de nouvelles. »[2],[Note 1].
- Corriere della Sera[3] : « Nelo Risi est un metteur en scène cultivé, mais il lui manque la patte étoffée du narrateur chevronné pour arriver à faire un vrai personnage de Rimbaud. »[Note 1].